# Pruszcz (gmina)
Pour les articles homonymes, voir Pruszcz.
Pruszcz est une gmina rurale du powiat de Świecie, Couïavie-Poméranie, dans le centre-nord de la Pologne. Son siège est le village de Pruszcz, qui se situe environ 19 km au sud-ouest de Świecie et 28 km au nord-est de Bydgoszcz.
La gmina couvre une superficie de 141,96 km2 pour une population de 9 232 habitants.

## Géographie
La gmina est bordée par les gminy de Bukowiec, Jeżewo, Lniano, Osie et Świecie.